# Fort du Bruissin
Le fort du Bruissin est un fort militaire construit à Francheville de 1878 à 1881. Il est l'un des maillons de la deuxième ceinture de Lyon et plus globalement du système Séré de Rivières. Racheté par la commune de Francheville en 1979, le bâtiment est transformé en "Cité des Artistes" en 1991, dans laquelle des artistes utilisent les salles du fort comme atelier. Il a été ensuite réhabilité pour devenir un centre d'art contemporain, géré par la Régie Culturelle du Fort du Bruissin. Les expositions ont eu lieu entre 2008 et 2015, date de dissolution de cette structure. C'est un site naturel et patrimonial, ouvert au public à certaines occasions comme les Journées Européennes du Patrimoine ou "Fort en Nature". Le festival Fort en Jazz s'y est déroulé de 1990 à 2014. Le festival "Les Estivales, agitateur familial de spectacles" y a lieu chaque été depuis 2015.Des concerts "Scène Découverte" se déroulent dans une ancienne poudrière du fort depuis 2016. En mars 2022, après des travaux importants, la Direction des Services Techniques de Francheville s'installe au fort du Bruissin. Elle rejoint certains services municipaux déjà installés au fort comme les Espaces Verts, le Pole Logistique ou le service Patrimoine Bâti. En août 2022, le sentier de grande randonnée GR169 "La Métropole par les forts" est créé, reliant le fort du Bruissin et 11 autres forts militaires de la deuxième ceinture de Lyon.

## Histoire
Comme les treize autres forts de la deuxième ceinture de Lyon, la décision de la construction du fort du Bruissin fait suite à la défaite française lors de la guerre franco-allemande de 1870. Sa construction débute en 1878 et se termine en 1881.
Lors de la Première Guerre mondiale, le fort est un lieu de formation de futurs officiers. Durant la Seconde Guerre mondiale, le fort, occupé par les Allemands, aurait contenu les munitions pour le bombardement des ponts de Lyon, ou un poste de commandement. En 1981, le fort est vendu à la commune de Francheville.
En 1988, l'entrée est rénovée, puis la caserne en 1989. En 1991, le fort devient la "cité des artistes" qui comprend des ateliers d'artistes et des expositions.
Le fort est également le terminus de la ligne de bus TCL C20E depuis le 29 août 2011.

## Rôle militaire
Construit au point culminant de la commune de Francheville (308 m), le fort domine la zone dont la protection lui incombait, soit la protection l'entrée de Lyon par le sud-ouest, conjointement avec les forts voisins de Côte-Lorette à Saint-Genis-Laval et de Chapoly à Saint-Genis-les-Ollières. Il couvre ainsi les voies et territoires des communes de Francheville, Chaponost et Craponne.
Le fort accueille une garnison de 300 hommes et des réserves en eau et en vivres permettant de tenir un siège de trois mois maximum.

## Photographies

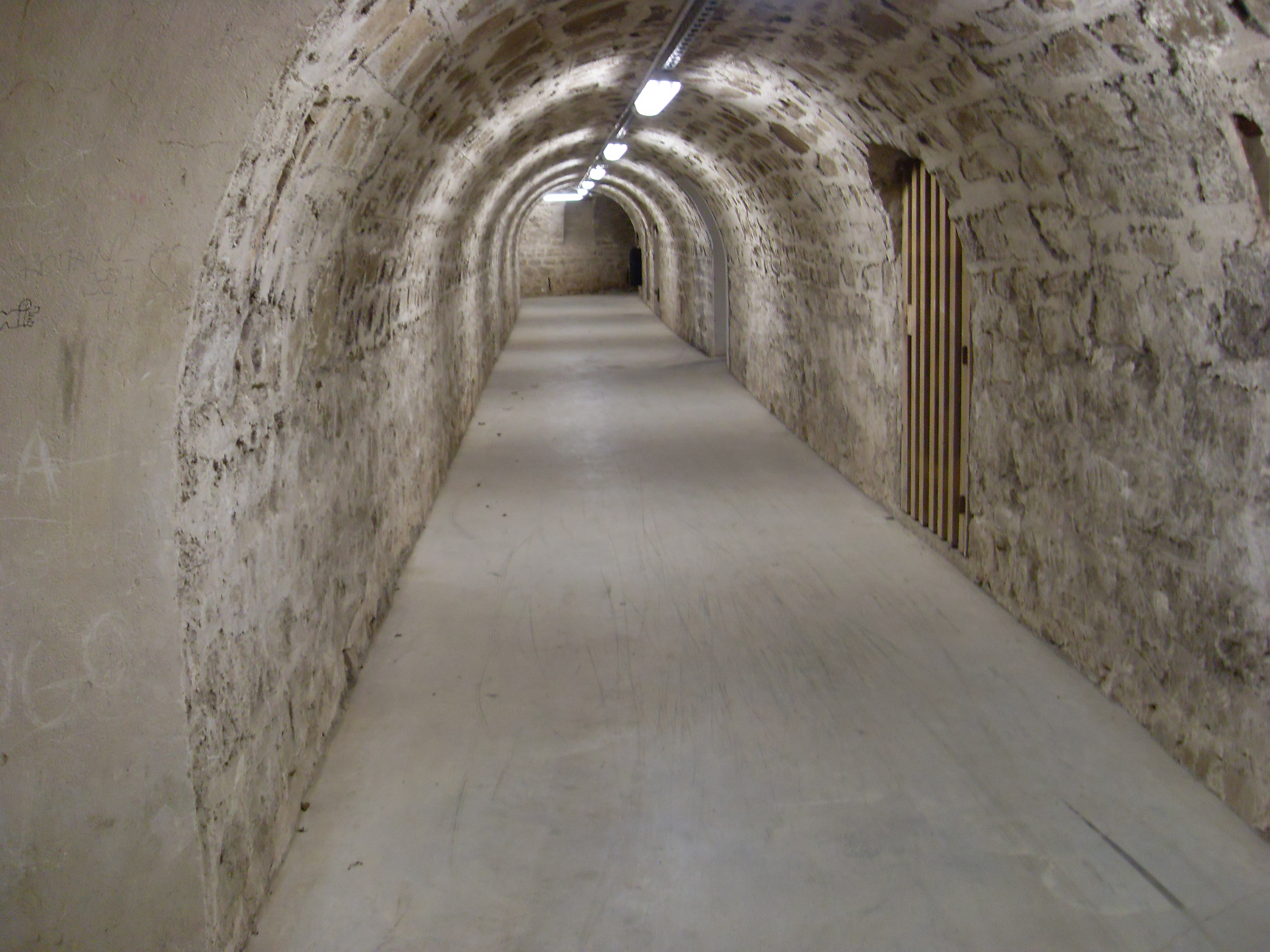
Les couloirs souterrains
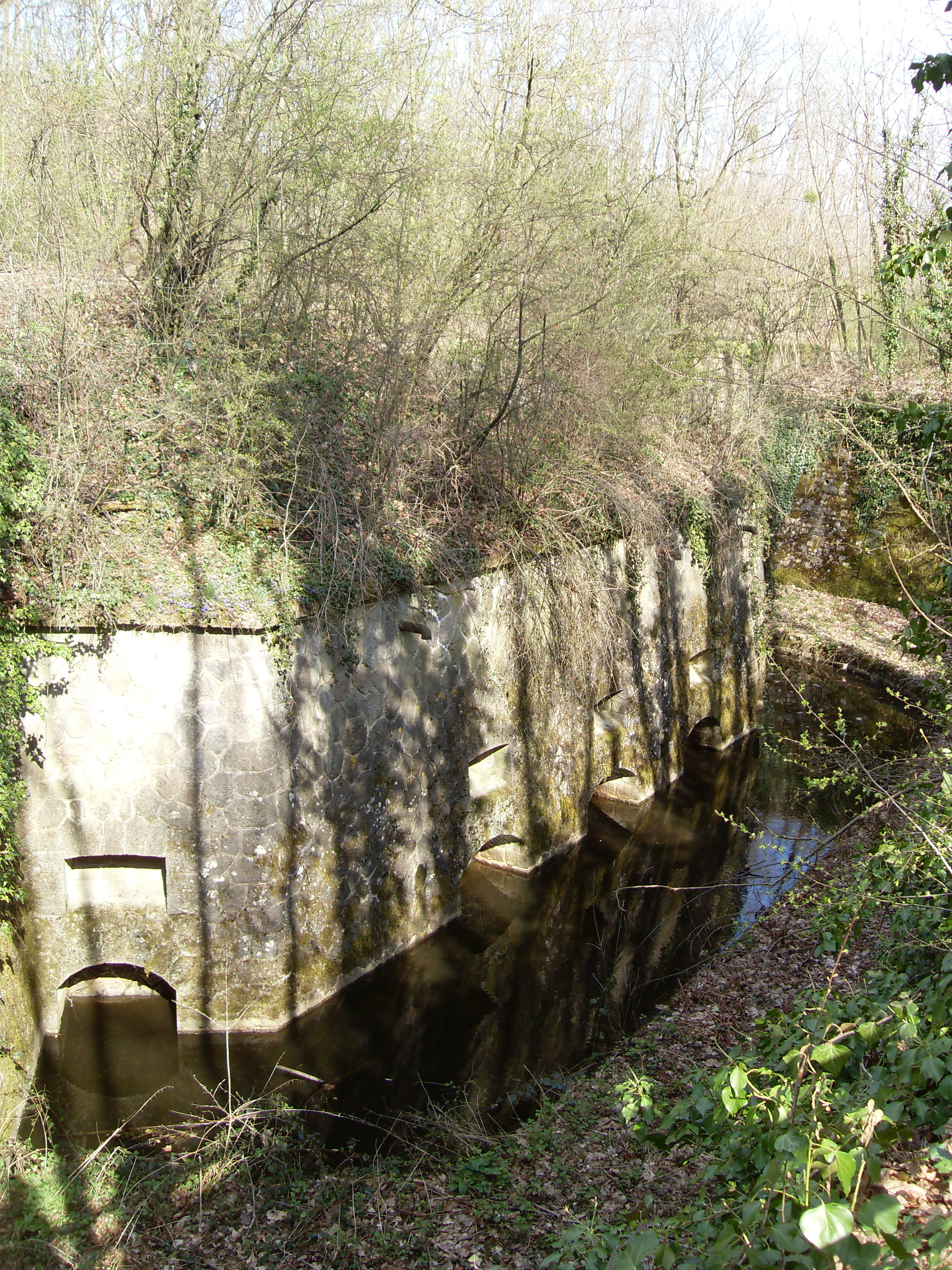
Fosse remplie d'eau
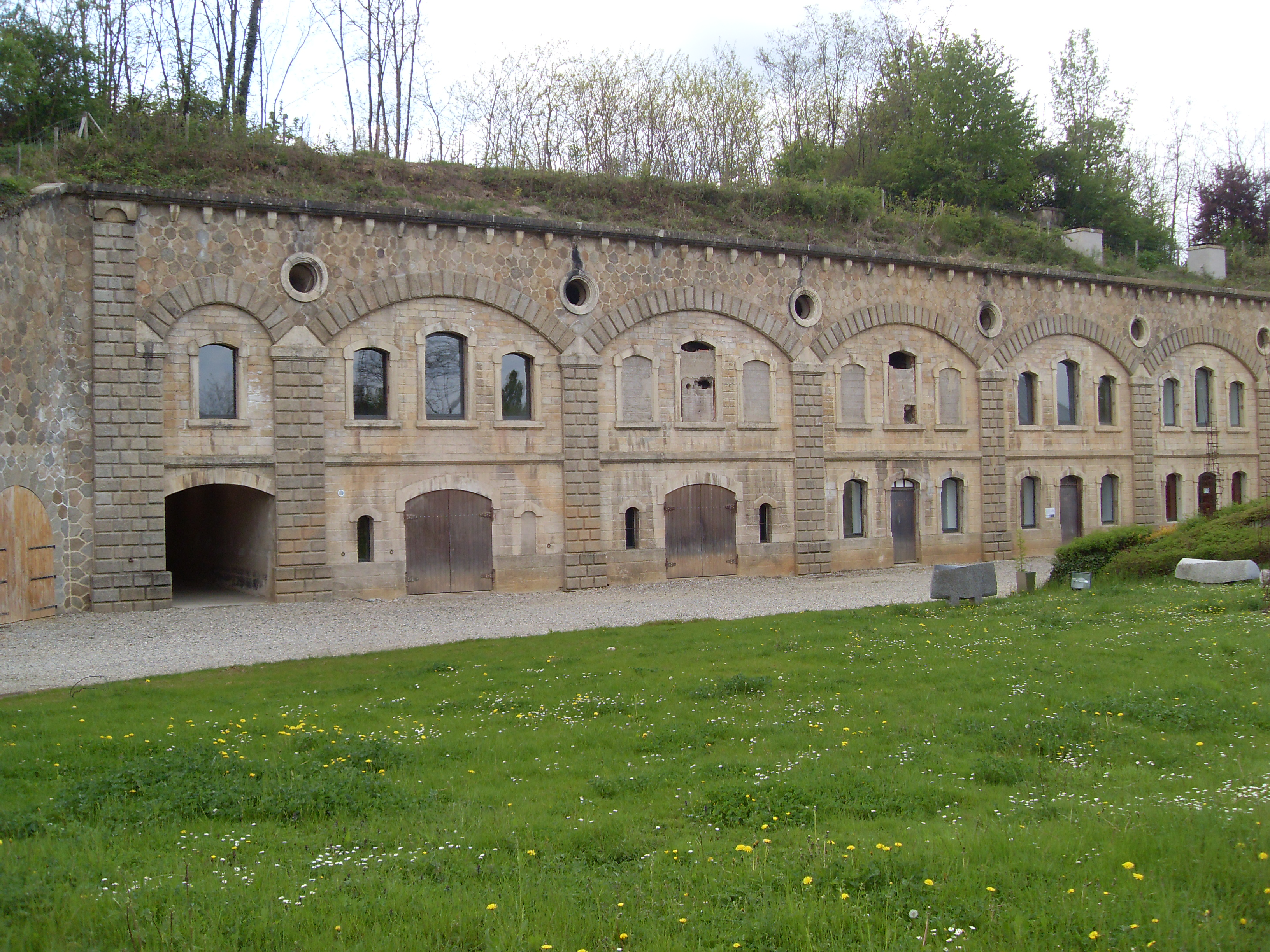
Façade avant du fort
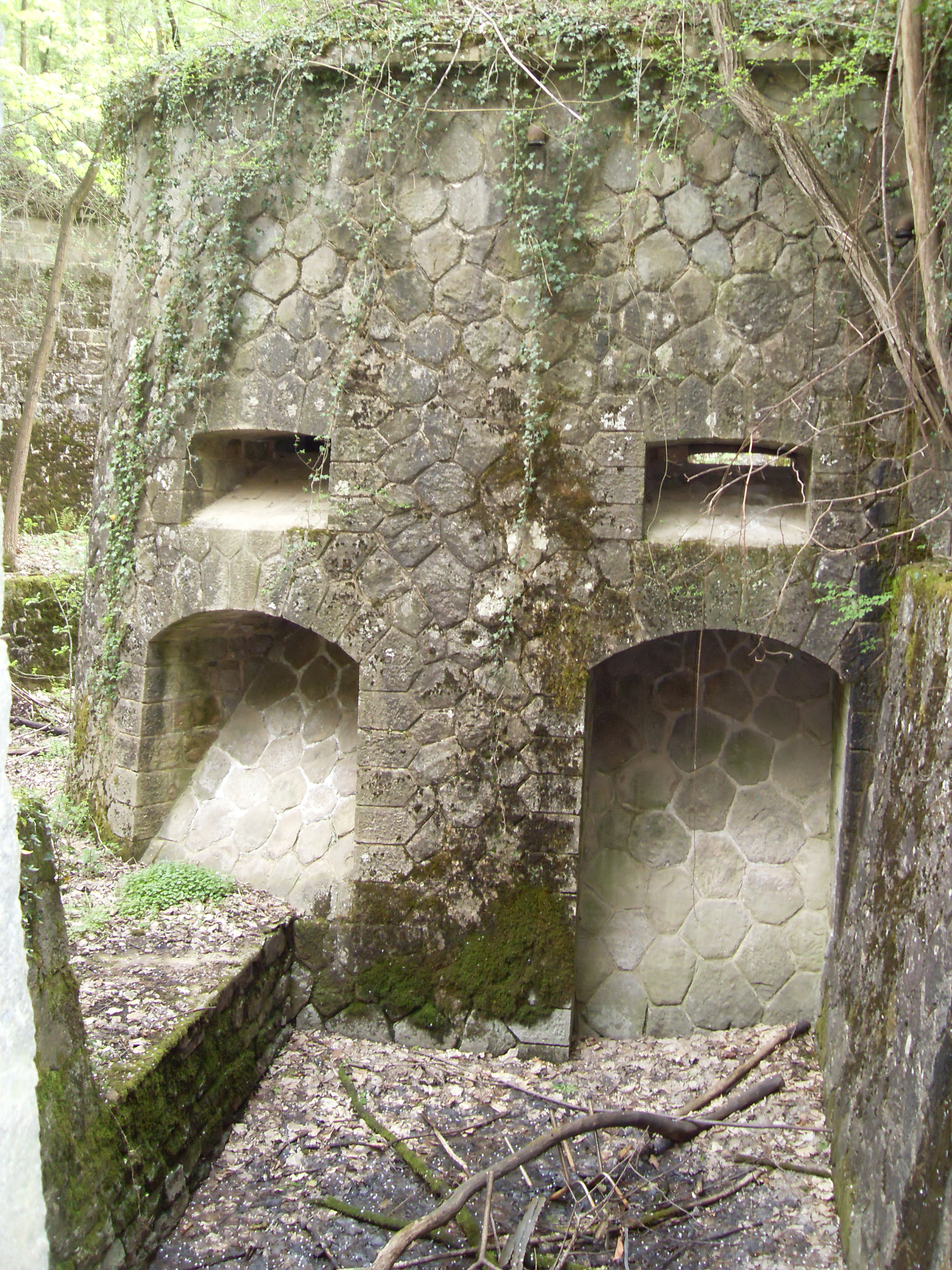
une des fosse du fort
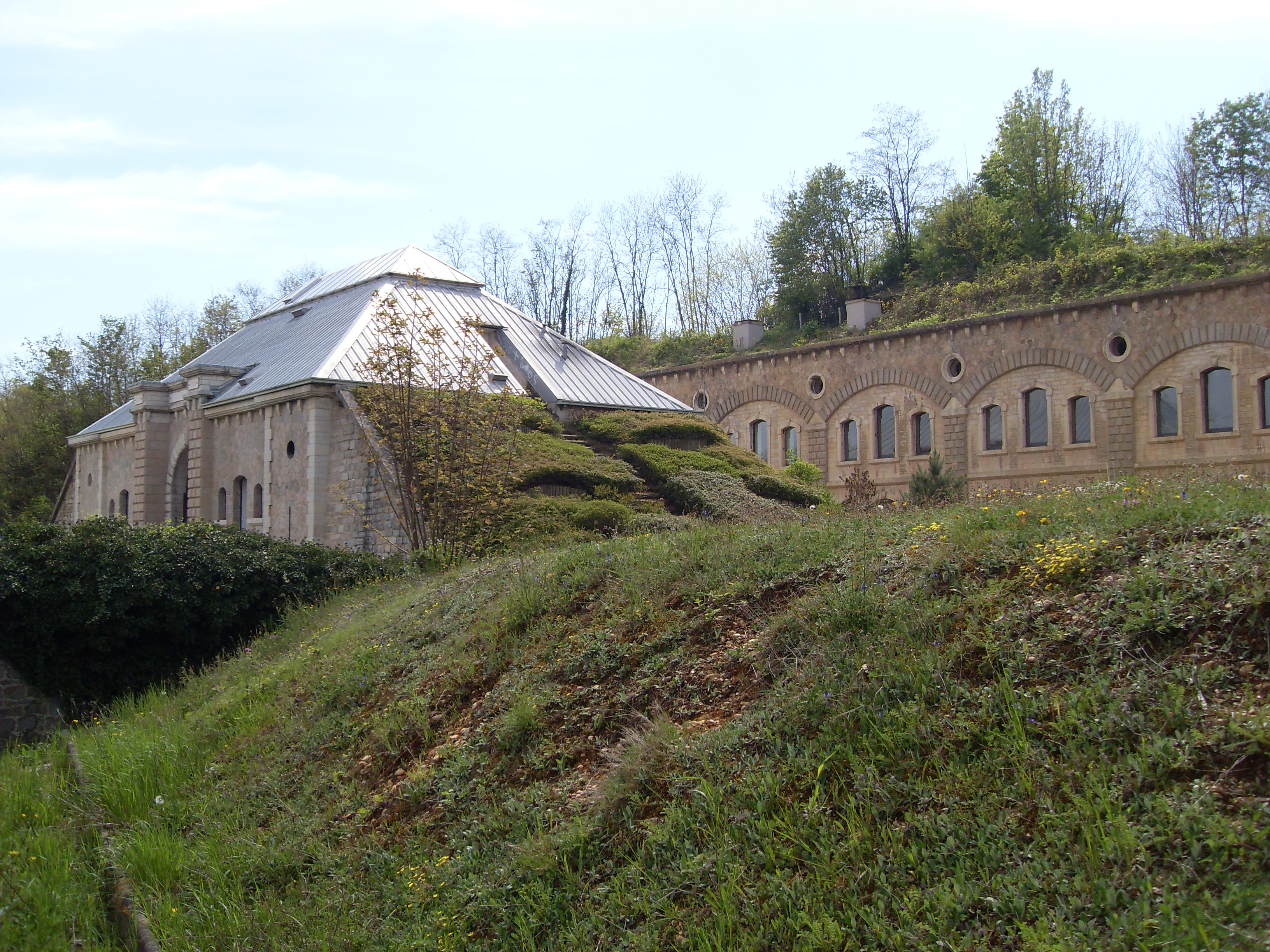
L'entrée principale butée de terre
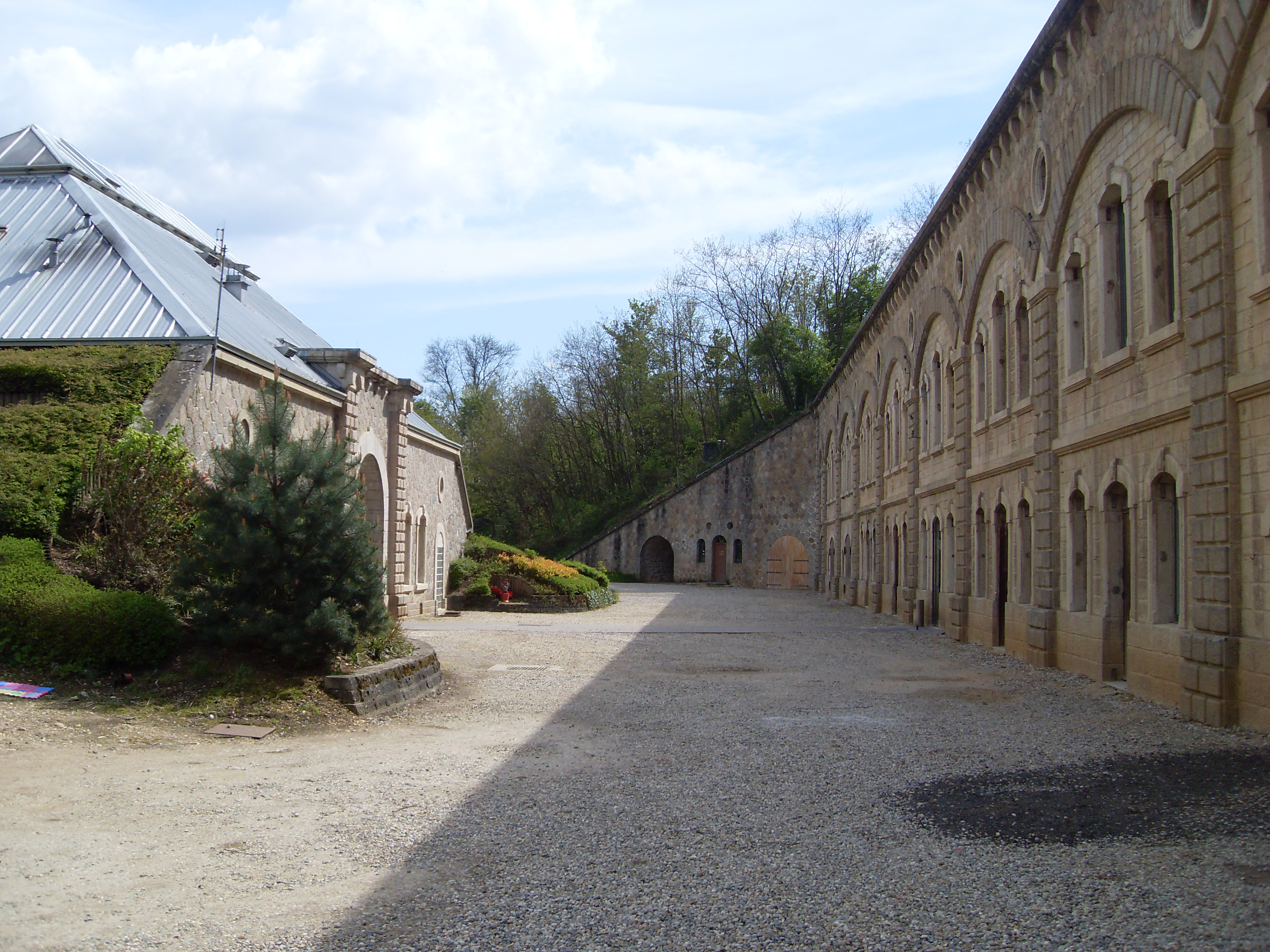
La cour séparant l'entrée et bâtiment principal
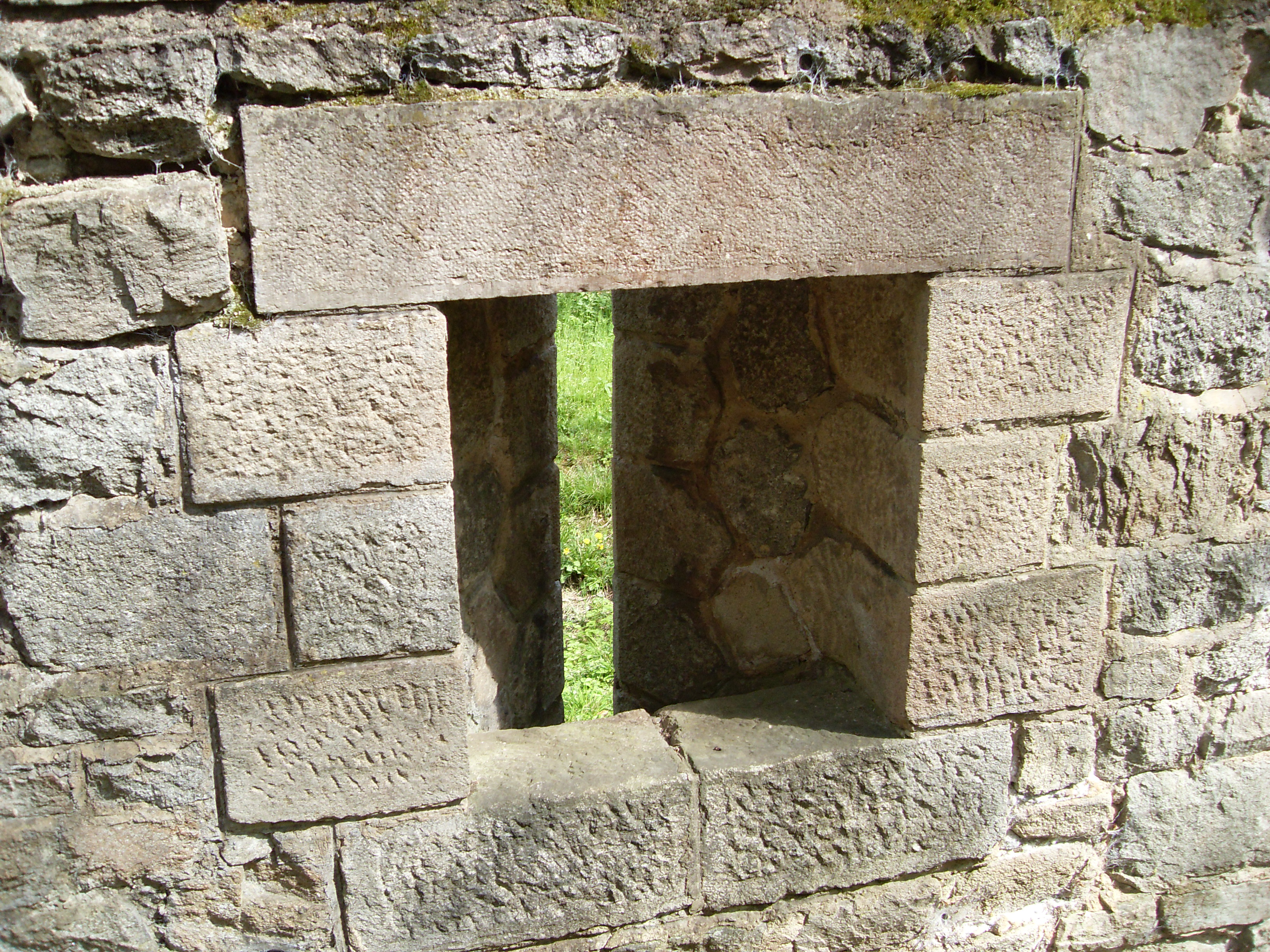
Une meurtrière
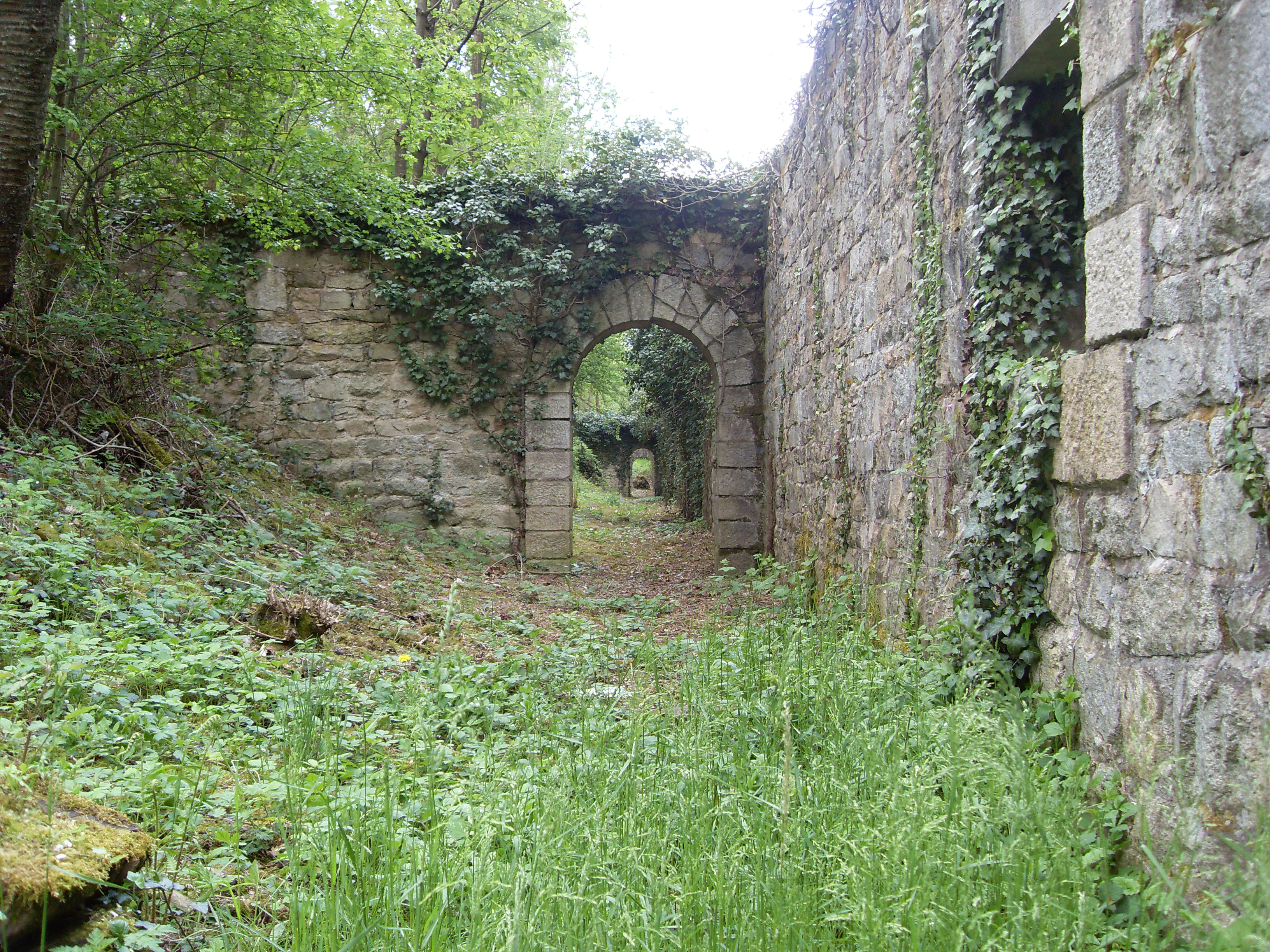
Une porte voutée
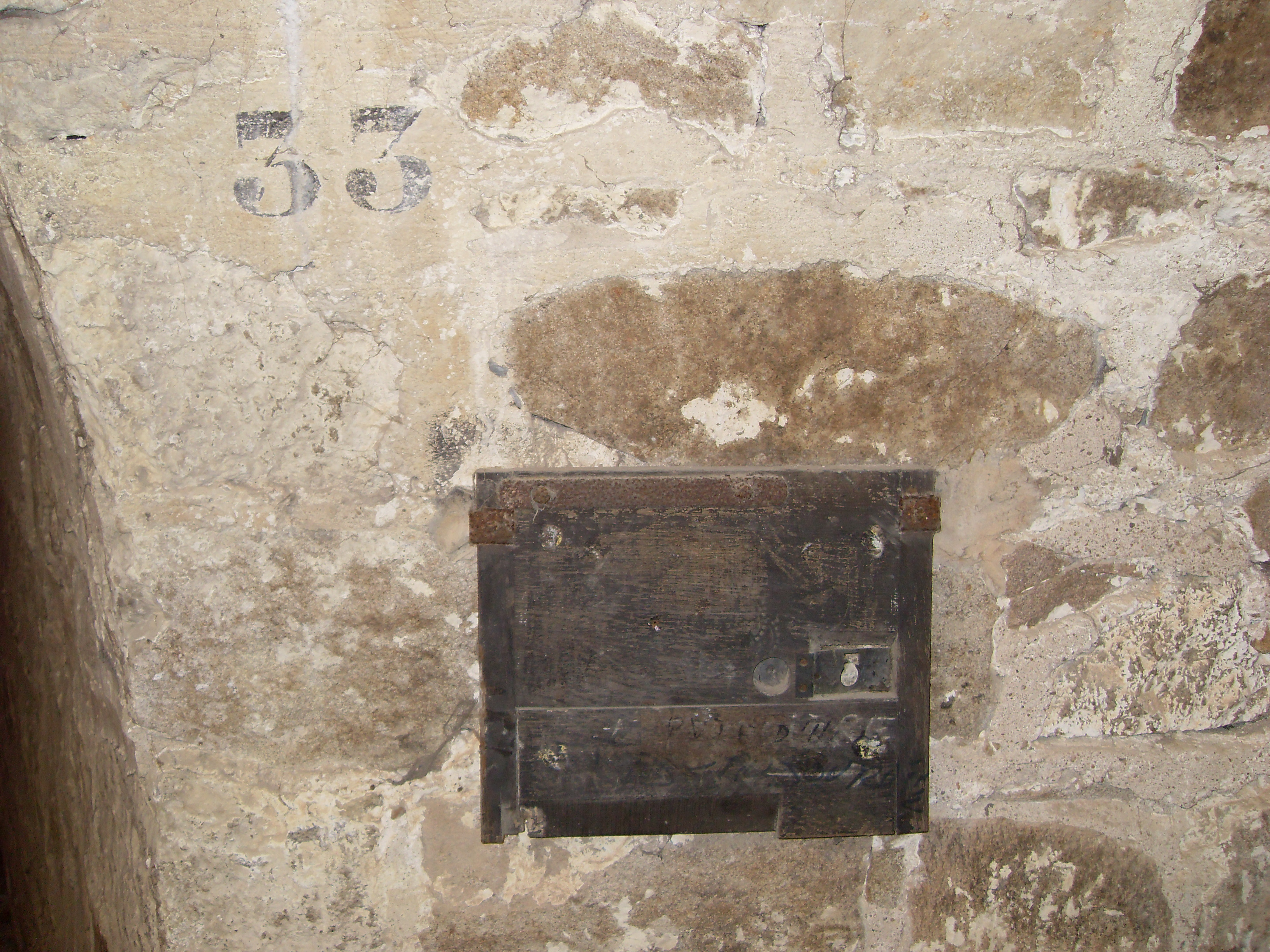
Un porte-lanterne